# Mirko Samardžić
Mirko Samardžić (Dragalj, Krivošije, 17. rujna 1900. – Risan, 1. veljače 1952.) bio je sudionik partizanskog pokreta, predsjednik općine Risan i golootočki zatvorenik.

## Životopis
Rođen je 17. rujna 1900. godine u Dragalju, Krivošije u Boki kotorskoj od oca Miloša Krstovog u bogatoj zemljoradničkoj obitelji. Na izborima 22. studenog 1936. godine, u Risnu u borbi protiv vladinog kandidata, pobijedu je odnijela Ujedinjena opozicija u kojoj se infiltrirala KPJ. Za predjsednika općine izabran je Nikola Đurković. Zbog izravnog sudjelovanja u otpremanju dobrovoljaca u Španjolsku, u jesen 1937. godine Đurković je smijenjen s položaja predsjednika općine. Kao drugi na listi zamijenio ga je njegov stranački kolega Mirko Milošev Samardžić. Na mjestu predsjednika općine je bio u dva mandata. Prvi je trajao od 1938. godine do 1941. godine, a drugi od 1944. do 1947. godine. Odmah je prišao oslobodilačkom pokretu, pa ga je talijanska prefektura u Kotoru ucijenila s 10.000 lira, zajedno s Nikolom Đurkovićem, Savom Kovačevićem i Jokom Boretom. Pokušali su ga uhititi, ali nisu uspjeli, pa su mu zato zapalili kuću.
Djelovao je kao jedan od zaovjednika vodova Orjenske bojne. Četnici su ga uhitili 1942. godine i predali Talijanima koji su ga internirali u logor na Mamuli. Mirko je prvi predsjednik općine u oslobođenom Risnu, i time je nastavio da obavlja tu dužnost koju je dobrovoljno prekinuo krajem travnja 1941. godine izjavom da ne želi da bude predsjednik općine pod okupacijom. Godine 1949. bio je uhićen i poslan na Goli otok gdje je trpio mučenja i poniženja. Na Golom otoku je proveo 23 mjeseca, od 12. listopada 1949. godine do 5. rujna 1951. godine kada je pušten narušenog zdravlja. Umro je 1. veljače 1952. godine u risanskoj bolnici od posljedica zadobivenih na Golom otoku.